# Industrial Americano
Industrial Americano é um bairro da cidade de Santa Luzia, em Minas Gerais. 
O Bairro conta com logradouros temáticos, as ruas do bairro possuem nomes de países da América como, rua do Canadá, rua de Cuba, rua do Chile e outros.